# Samuel A. Maverick
Samuel Augustus Maverick (* 23. Juli 1803 in Pendleton, South Carolina; † 2. September 1870 in San Antonio, Texas) war ein US-amerikanischer Anwalt, Politiker und Großgrundbesitzer in Texas.
Im Jahr 1825 erwarb er einen B.A.-Abschluss an der Yale University und studierte anschließend Recht in Winchester (Virginia). Maverick lebte ab 1835 in Texas und war einer der etwa 50 Unterzeichner der texanischen Unabhängigkeitserklärung von 1836 – einer Lossagung von Mexiko. Dies könnte ihm das Leben gerettet haben. Da er für die Unterzeichnung nach Washington-on-the-Brazos reiste, war er nicht mehr in Alamo, als die Truppen von General Antonio López de Santa Anna angriffen und beinahe alle Texaner dort getötet wurden.
1842 wurde er von den Mexikanern gefangen genommen und bei Mexiko-Stadt inhaftiert. Während seiner Haft wurde er wieder zum Kongressabgeordneten von Texas gewählt. Während des Sezessionskrieges war er politisch nicht tätig.
Im Gegensatz zu den übrigen Züchtern brandmarkte er seine Rinder nicht. Kälber ohne Brandzeichen werden seither auf Englisch „mavericks“ genannt. Im englischen Sprachgebrauch ist seitdem ein maverick auch eine Person, die Unabhängigkeit in Denken und Handeln zeigt, ein Nonkonformist, Rebell, oder Außenseiter ist. Im deutschen Sprachgebrauch beschreibt die Bezeichnung Alleingänger einen Maverick am ehesten.
Maverick County in Texas wurde nach ihm benannt.